# Фуентееридос
Фуентееридос (на испански: Fuenteheridos) е населено място и община в Испания. Намира се в провинция Уелва, в състава на автономната област Андалусия. Общината влиза в състава на района (комарка) Сиера де Уелва. Заема площ от 11 km². Населението му е 599 души (по преброяване от 2010 г.). Разстоянието до административния център на провинцията е 116 km.

## Демография
| 1996 | 1998 | 1999 | 2000 | 2001 | 2002 | 2003 | 2004 | 2005 | 2006 |
| ---- | ---- | ---- | ---- | ---- | ---- | ---- | ---- | ---- | ---- |
| 676  | 658  | 645  | 636  | 627  | 613  | 677  | 654  | 630  |      |